# Ancistrogastrinae
Ancistrogastrinae – podrodzina skorków z podrzędu Neodermaptera i rodziny skorkowatych.
Skorki te mają raczej spłaszczone ciało. Czułki ich budują długie i smukłe człony, z których czwarty jest prawie tak długi jak trzeci. Pokrywy (tegminy) mogą być dobrze wykształcone, skrócone lub szczątkowe, a ich krawędzie boczne wyposażone są w podłużne listewki, które mogą być dobrze lub słabo zaznaczone. Przedpiersie jest stosunkowo szerokie, śródpiersie mniej lub bardziej poprzeczne, zwykle wyraźnie szersze niż dłuższe, z tyłu zawsze zaokrąglone, a zapiersie poprzeczne i z tyłu ścięte. Umiarkowanie lub silnie rozszerzony odwłok ma u samców zwykle boki segmentów wydłużone w kolce bądź haki. Przedostatni sternit odwłoka zaopatrzony może być na tylnej krawędzi w boczne płaty lub kolce. Przysadki odwłokowe przekształcone są w szczypce, które u samców zwykle są przypłaszczone w części nasadowej i mogą być wyposażone w ząbek na wysokości pygidium.
Przedstawiciele podrodziny zasiedlają głównie krainę neotropikalną. Tylko Osteulcus africanus występuje w Afryce (Kamerun).
Takson ten wprowadzony został w 1902 roku przez Karla Wilhelma Verhoeffa. Należy doń 6 rodzajów:
- Ancistrogaster Stal, 1855
- Litocosmia Hebard, 1917
- Osteulcus Burr, 1907
- Paracosmia Borelli, 1909
- Praos Burr, 1907
- Sarcinatrix Rehn, 1903